# Metopius laeviusculus
Metopius laeviusculus là một loài tò vò trong họ Ichneumonidae.